# 세 개의 멜로
세 개의 멜로(Melo)는 한국에서 제작된 김은희 감독의 2004년 영화이다. 서영화 등이 주연으로 출연하였다.

## 출연

### 주연
- 서영화
- 염연화
- 민준홍